# Останкинский пруд
Останкинский (Дворцовый) пруд — водоём в одноимённом районе Москвы. Средняя глубина пруда составляет около 2,5 метра, площадь — 0,04 км². Суммарный объём воды в водоёме составляет 156 тысяч кубометров. Берега укреплены плитами из бетона и гранитом, обтянутым металлической сеткой.

## История и описание
Пруд был выкопан в начале XVII века в пойме Останкинского ручья (реки Горленки, или Горячки). Кроме Останкинского и Дворцового, в своё время за прудом закрепилось ещё одно наименование — Актёркин. При Шереметьевых в этих местах был театр, представления в котором давали крепостные. Бывали случаи, что крепостные актрисы накладывали на себя руки, топясь в этом пруду.
Первоначально Останкинский пруд был немного меньше по своей площади и имел треугольное очертание (западный и юго-восточный края вытягивались в направлении современного здания АСК-1 и Новомосковской улицы). В ходе строительства телецентра, а также в связи с началом благоустройства близлежащей территории и прокладки улицы Академика Королёва в 1964—1965 годах, пруд был осушен и перекроен, приобретя таким образом современные очертания. Ранее питание пруда осуществлялось лишь за счёт естественных источников — поверхностных и грунтовых вод. В настоящее время пруд также питается и через систему городского водопровода. Купаться в Останкинском пруду запрещено с 1980 года, водоём в настоящее время используется исключительно по техническому назначению. Однако пруд является популярным местом отдыха среди местных жителей. В частности, на нём проводят парусные регаты. Рядом с Останкинским прудом расположен парк графов Шереметьевых и Останкинский дворец-музей.